# フランシスコ・J・アヤラ

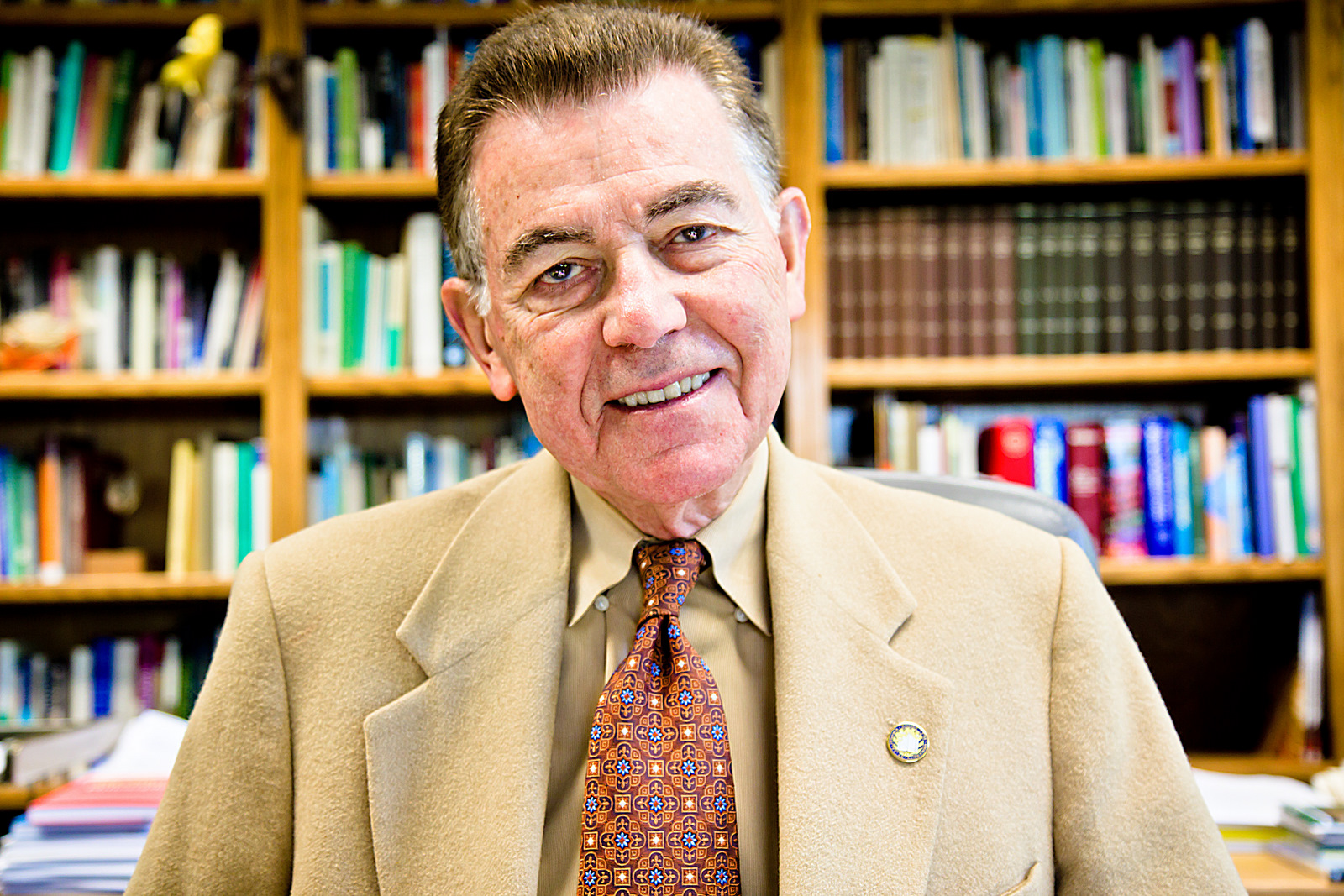
フランシスコ・ホセ・アヤラ

フランシスコ・ホセ・アヤラ・ペネダ（Francisco José Ayala Peneda, 1934年3月12日 - 2023年3月5日）は、アメリカ合衆国国籍の生物学者、哲学者。カリフォルニア大学アーバイン校教授。スペイン・マドリード出身。

## 経歴
スペインのマドリードに生まれた。1961年にアメリカ合衆国にわたり、コロンビア大学のテオドシウス・ドブジャンスキーの下で学んだ。1964年に大学を卒業し、1971年にアメリカ国籍を取得した。アメリカ科学振興協会の会長や理事長も務めた。
カリフォルニア大学でドナルド・ブレン生物科学・生態学・進化学教授、哲学教授、論理学・科学哲学教授を務めている。彼は連邦政府がES細胞研究への資金援助を規制したことを公的に批判した。現在、憲法擁護委員会（議会にES細胞研究への資金援助規制を解除するよう働きかけた）のアドバイザーを務めている。2006年11月にはBeyond Belief（科学と宗教の関わりについて討論するシンポジウム）に出席した。
2023年3月5日、心臓発作の為死去。88歳没。

## 受賞歴
2001年にアメリカ国家科学賞を与えられた。米国科学アカデミー、アメリカ芸術科学アカデミーとアメリカ哲学協会の会員である。

## 著作
950の出版物と30冊の本を書いている。近年のものを記す。
- Avise, J.C. and F.J. Ayala, eds. In the Light of Evolution: Adaptation and Complex Design. National Academy Press: Washington, DC. 2007.
- Cela Conde, C.J. and F.J. Ayala. Human Evolution. Trails from the Past. Oxford University Press: Oxford, UK. In press. 2007.
- Ayala, F.J. Darwin y el Diseño Inteligente. Creacionismo, Cristianismo y Evolución. Alianza Editorial: Madrid, Spain, 231 pp. 2007.
- Ayala, F.J. Darwin’s Gift to Science and Religion. Joseph Henry Press: Washington, DC, xi + 237 pp. 2007
- Ayala, F.J. La Evolución de un Evolucionista. Escritos Seleccionados. University of Valencia: Valencia, Spain, 441 pp. 2006.
- Ayala, F.J. Darwin and Intelligent Design. Fortress Press: Minneapolis, MN, xi + 116 pp. 2006.（フランシスコ・J・アヤラ『キリスト教は進化論と共存できるか?―ダーウィンと知的設計』 藤井清久訳、教文館、2008）
- Ayala, F.J. and C.J. Cela Conde. La piedra que se volvió palabra. Las claves evolutivas de la humanidad. Alianza Editorial: Madrid, Spain. 184 pp. 2006
- Hey, J., W.M. Fitch and F.J. Ayala, eds. Systematics and the Origin of Species. On Ernst Mayr’s 100th Anniversary. National Academies Press: Washington, DC. xiii + 367 pp. 2005
- Wuketits, F.M. and F.J. Ayala, eds. Handbook of Evolution: The Evolution of Living Systems (Including Hominids), Volume 2. Wiley-VCH: Weinheim, Germany. 292 pp. 2005.
- Ayala, F.J. Le Ragioni dell’ Evoluzione. Di Renzo Editore: Rome. 109 pp. 2005.
- Le ragioni dell'evoluzione, Di Renzo Editore, Roma, 2005